# Oxydation d'un alcool
Il existe deux types d'oxydation d'un alcool :
- oxydation complète ;
- oxydation ménagée.

L'oxydation d'un alcool conduit à des composés différents suivant qu'il s'agit de dérivés primaires, secondaires ou tertiaires.

## Oxydation complète d'un alcool
Pour oxyder complètement un alcool, on le brûle à l'aide d'une flamme. À la fin de la réaction, tout l'alcool a réagi et les produits formés sont le dioxyde de carbone (CO2) et la vapeur d'eau (H2O). La réaction est exothermique car elle dégage de la chaleur.
Lors d'une oxydation complète la chaîne carbonée de l'alcool est modifiée.
Voici l'équation de la réaction générale et un exemple :
{\displaystyle {\rm {C_{n}H_{2n+1}OH+{\frac {3n}{2}}O_{2}{\xrightarrow {flamme}}nCO_{2}+(n+1)H_{2}O}}}
{\displaystyle {\rm {C_{4}H_{9}OH+{\frac {12}{2}}O_{2}{\xrightarrow {flamme}}4CO_{2}+5H_{2}O}}}

## Oxydation ménagée d'un alcool
Par oxydation ménagée, on peut obtenir un alcool :
- si c'est un alcool primaire, un aldéhyde ou un acide carboxylique ;
- si c'est un alcool secondaire, une cétone ;
- si c'est un alcool tertiaire, il n'y a pas d'oxydation.

Pour réaliser une oxydation ménagée, il faut faire réagir l'alcool avec un oxydant comme le CrO2 (les ions permanganates ou dichromates oxydent de manière forte c'est-à-dire oxyde un alcool primaire en acide carboxylique et non en aldéhyde) ou le PCC. Il se produit alors une réaction d'oxydoréduction.
Lors d'une oxydation ménagée seul le groupe caractéristique hydroxyle de l'alcool est concerné.

### Oxydation ménagée d'un alcool primaire
exemple du propan-1-ol
Demi-équations d'oxydoréduction : il doit y avoir autant d'électrons pour l'oxydant que pour le réducteur (d'où les multiplications)
- ×2{MnO4− + 5e− + 8H+ = Mn2+ + 4H2O}
- ×5{CH3-CH2-CH2-OH = CH3-CH2-CHO + 2e− + 2H+}

équation de la réaction : on combine les deux demi-équations en enlevant les électrons
5CH3-CH2-CH2-OH + 2MnO4− + 6H+ {\displaystyle {\xrightarrow {acide}}} 5CH3-CH2-CHO + 2Mn2+ + 8H2O
Le milieu réactionnel acide permet la réaction. Le plus souvent, on utilise l'acide sulfurique (2H+ + SO42−) pour acidifier la solution.

De plus, lorsque l'oxydant est en excès, il y a formation d'un acide carboxylique.

### Oxydation ménagée d'un alcool secondaire
exemple du propan-2-ol
Demi-équations d'oxydoréduction : il doit y avoir autant d'électrons pour l'oxydant que pour le réducteur (d'où les multiplications)
- ×2{MnO4− + 5e− + 8H+ = Mn2+ + 4H2O}
- ×5{CH3-CHOH-CH3 = CH3-CO-CH3 + 2e− + 2H+}

équation de la réaction : on combine les deux demi-équations en enlevant les électrons
5CH3-CHOH-CH3 + 2MnO4− + 6H+ {\displaystyle {\xrightarrow {acide}}} 5CH3-CO-CH3 + 2Mn2+ + 8H2O
Le milieu acide permet la réaction. Le plus souvent, on utilise une solution aqueuse d'acide sulfurique pour acidifier le milieu réactionnel.

## Résumé pratique des différentes oxydations
| Réaction             | Réactifs                                             | Utilité                                                          | Avantages                                                | Inconvénients                                                   |
| -------------------- | ---------------------------------------------------- | ---------------------------------------------------------------- | -------------------------------------------------------- | --------------------------------------------------------------- |
| Oxydation de Jones   | Trioxyde de chrome, acide sulfurique,acétone         | alcool I → acide carboxylique, alcool II → cétone                | Rapide, rendements hauts                                 | Résidus chromés toxiques                                        |
| Oxydation de Collins | Trioxyde de chrome, pyridine, dichlorométhane        | alcool I → aldéhyde, alcool II → cétone                          | Tolère beaucoup de groupements fonctionnels              | Résidus chromés toxiques, risques d'inflammation, hygroscopique |
| Oxydation de Sarett  | Trioxyde de chrome, pyridine                         | alcool I → aldéhyde et/ou acide carboxylique, alcool II → cétone |                                                          | Résidus chromés toxiques, risques d'inflammation, hygroscopique |
| Oxydation de Swern   | chlorure d'oxalyle, diméthylsulfoxyde, triéthylamine | alcool I → aldéhyde, alcool II → cétone                          | Conditions douces                                        | Réactifs toxiques, dégagement de monoxyde de carbone            |
| Oxydation de Corey   | Chlorochromate de pyridinium                         | alcool I → aldéhyde, alcool II → cétone                          | Conduit rarement à la suroxydation en acide carboxylique | Toxicité du PCC                                                 |